# El espíritu azul
El espíritu azul (en inglés The Blue Spirit) es el decimotercer episodio de la primera temporada de la serie animada de televisión Avatar: La leyenda de Aang.

## Sinopsis
Sokka se enferma por exponerse al medio ambiente durante la tormenta. Cuando también Katara se enferma, Aang visita a una herbolaria, que recomienda que los enfermos guarden en su boca ranas congeladas. Cuando Aang va en busca de ese remedio, lo secuestra un grupo de arqueros de la Nación del Fuego. Sin embargo, un enmascarado salva a Aang. ˈ
Ese enmascarado queda fuera de combate y Aang descubre que en realidad es el Príncipe Zuko. Aang le ofrece amistad, pero se va cuando es rechazado violentamente.